# Барнштет (Саксонија-Анхалт)
Барнштет (њем. Barnstädt) општина је у њемачкој савезној држави Саксонија-Анхалт. Једно је од 29 општинских средишта округа Зале. Према процјени из 2010. у општини је живјело 1.164 становника. Посједује регионалну шифру (AGS) 15088030, NUTS (DEE0B) и LOCODE (DE BTT) код.

## Географски и демографски подаци
Барнштет се налази у савезној држави Саксонија-Анхалт у округу Зале. Општина се налази на надморској висини од 206 метара. Површина општине износи 18,2 km². У самом мјесту је, према процјени из 2010. године, живјело 1.164 становника. Просјечна густина становништва износи 64 становника/km².